# 互利共生

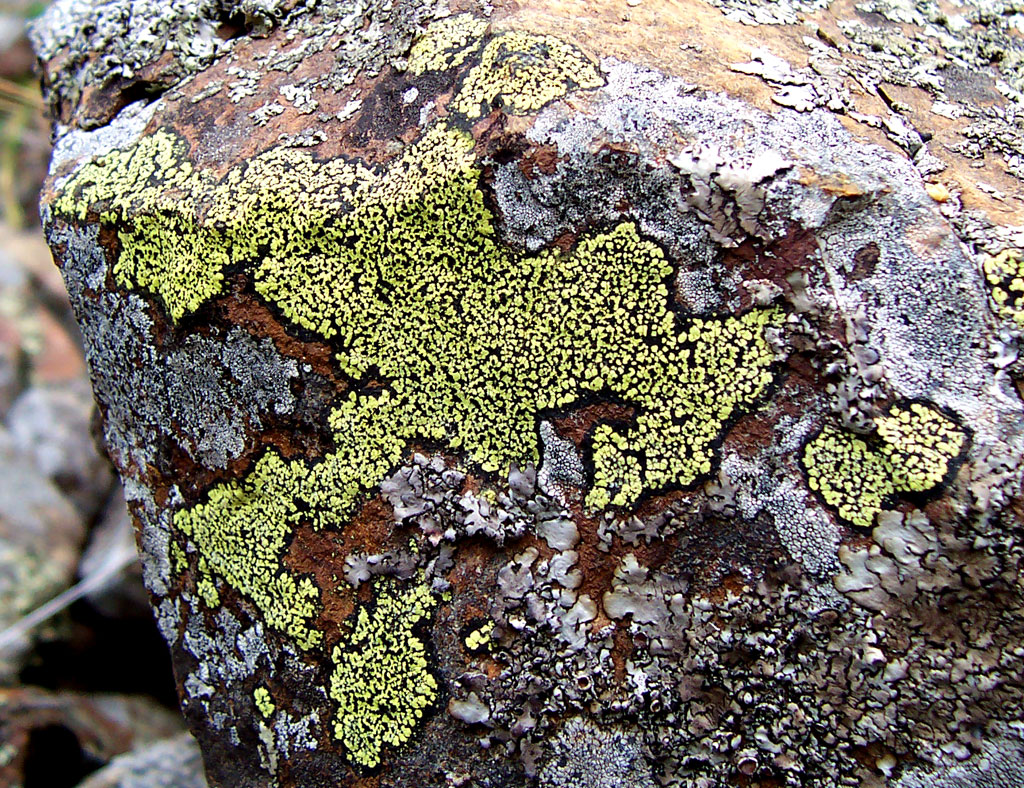
地衣是藻類和菌類的共生體：
藻類行光合作用提供養份給菌類，
菌類提供水份和無機質給藻類。

互利共生（英語：Mutualism），又稱互惠共生，是指在生物界中某兩物種間的一種互相依賴、雙方獲利的共生關係。互利共生是一种生态学中常见的关系，這种關係可以是長期的，包括物質接觸或者生化聯繫。

## 分類

### 專性互利共生
共生雙方分開之後，一方或者雙方將無法生存的共生形式。

### 兼性互利共生
共生雙方分開之後，雙方都可以獨立生存的共生形式。

## 共生案例

### 長期共生
- 松樹、外生菌根
- 地衣：藻類、真菌
- 豆科植物、根瘤菌Root nodules（根瘤菌目）
- 清潔蝦、海洋生物
- 海葵、小丑魚
- 人類、腸道益生菌（包括一些大腸桿菌和布拉酵母菌）
- 海葵、寄居蟹
- 白蟻、鞭毛蟲
- 珊瑚礁：珊瑚蟲、海藻
- 鰕虎魚、槍蝦
- 螞蟻、蚜蟲
- 水牛、牛椋鳥
- 鱷魚、燕千鳥
- 巨型管蟲、硫化菌

### 部分情況的共生
- 蚜蟲、蟻[4]
- 灰蝶科幼蟲、蟻[5]
- 玫瑰、黃蜂（黃蜂吃玫瑰上的毛蟲）
- 僧帽水母、小丑魚或巴托洛若鰺[6]

### 短期共生
- 綠色開花植物、傳粉昆蟲

### 人工共生
- 魚菜共生：魚、蔬菜

### 內共生
內共生是在細胞內部的互利共生，以下有幾種最常見的例子： 
- 真核生物細胞、線粒體
- 植物或藻類細胞、葉綠體